# Gustav Kürti
Gustav Kürti, auch Gustav Kuerti, (* 7. April 1903 in Wien, Österreich-Ungarn; † 11. Juli 1978 in Cleveland, Ohio) war ein österreichisch-amerikanischer Mathematiker und Physiker, der sich mit Aerodynamik befasste.
Gustav Kürti studierte Mathematik und Physik an der Universität Wien, an der er 1926 promoviert wurde (Über die Reduktion von ebenen Parallelgittern und die zugehörige Dirichletsche Nachbarschaftsfiguren). 1927 bis 1938 war er Gymnasiallehrer in Wien, gleichzeitig aber auch ab 1931 freier Mitarbeiter am Institut für Radiumforschung der Universität Wien. Nach dem Anschluss Österreichs 1938 floh er in die USA (wohin ihm Frau und Sohn 1939 aus der Türkei folgten) und war ab 1939 Research Fellow an der University of Rochester und ab 1941 am Massachusetts Institute of Technology. 1942 wurde er Assistent bei Richard von Mises an der Harvard University und 1946 wurde er dort Assistant Professor für Aerodynamik. 1951 wechselte er an das US Naval Ordnance Laboratory bei Washington D. C., und 1952 wurde er Associate und 1955 Professor für Aerodynamik am Case Institute of Technology. 1968 wurde er emeritiert.
1965, 1968 und 1969 war er Gastprofessor in Halle und Rostock.
Er besorgte die englische Ausgabe von Klaus Oswatitschs Buch über Gasdynamik (Gas Dynamics, Academic Press 1956) und übersetzte auch den zweiten Band (Mechanics of Deformable Bodies) von Arnold Sommerfelds Vorlesungen über Theoretische Physik ins Englische. Er war auch wie William Prager Mitarbeiter an dem Buch Theory of Flight von Richard von Mises (McGraw Hill 1945).
1933 heiratete er die Biologin Rosa Jahoda (1905–2004), die Schwester von Marie Jahoda. Der gemeinsame Sohn Anton Kuerti (* 1938) lebt als Komponist und Pianist in Kanada.